# Гипотеза кобордизма
Гипотеза кобордизма — математическая гипотеза, касающаяся свойств многомерных топологических квантовых теорий поля (ТКТП). Выдвинута Дж. Баэсом и Дж. Дуланом. В 2008 году Дж. Лурье предложил её доказательство, ныне ставшее общепринятым. Гипотезу кобордизма можно сформулировать двумя способами: на языке алгебраической топологии и на языке (топологической) квантовой теории поля. Она находит многочисленные применения в математике (топология, алгебра, теория представлений) и физике.

## Формулировка гипотезы
Для любой симметричной моноидальной {\displaystyle (\infty ,n)}-категории {\displaystyle {\mathcal {C}}}, в которой имеются двойственные объекты, а все 1-морфизмы, 2-морфизмы и т. д. вплоть до {\displaystyle (n-1)}-морфизмов имеют присоединённые морфизмы, существует биекция между {\displaystyle {\mathcal {C}}}-значными симметричными моноидальными функторами на категории кобордизмов и объектами самой категории {\displaystyle {\mathcal {C}}}.

## Дальнейшее чтение
- Freed, Daniel S. (2012-10-11). The Cobordism hypothesis. Bulletin of the American Mathematical Society. 50 (1). American Mathematical Society (AMS): 57–92. doi:10.1090/s0273-0979-2012-01393-9. ISSN 0273-0979.